# X-Bec
X-Bec är en ort i Mexiko.   Den ligger i kommunen Buctzotz och delstaten Yucatán, i den östra delen av landet, 1 100 km öster om huvudstaden Mexico City. X-Bec ligger 6 meter över havet och antalet invånare är 462.
Terrängen runt X-Bec är mycket platt. Runt X-Bec är det glesbefolkat, med 10 invånare per kvadratkilometer. Närmaste större samhälle är Buctzotz, 6,0 km sydost om X-Bec. Trakten runt X-Bec består till största delen av jordbruksmark.